# Sierra Nevada (Mexic)

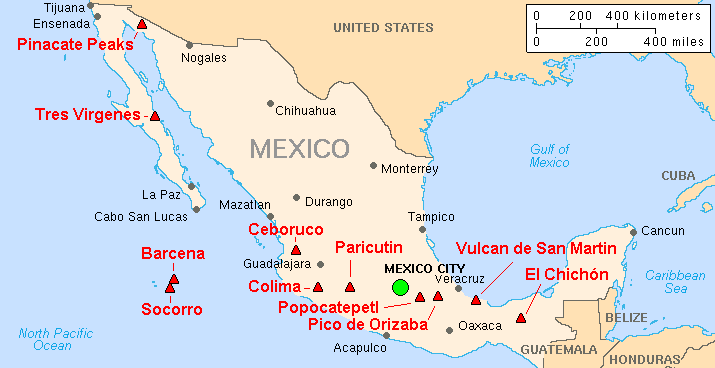
Cei mai importanţi vulcani din Mexic

Sierra Nevada este numele dat de localnici Centurii Vulcanice Transmexicane, un lanț muntos ce se întinde pe o distanță de 900 km și care traversează zona central-sudică a Mexicului, pe lângă paralela de 19º N, trecând prin statele federale mexicane Morelos, Puebla, México și Districtul Federal.
Sierra Nevada atinge înălțimi de peste 5.000 m. Aici se găsesc vârfurile muntoase cele mai înalte ale Mexicului, cum ar fi: Orizaba sau Citlatepetl - 5.610 m, situat la 19°01′N 97°16′V / 19.017°N 97.267°V; Popocatepetl - 5.465 m; Xinantecatl - 4.690 m; Iztaccihuatl - 5.230 m; La Malinche - 4.461 m; El Tlaloc - 4.120 m; El Telapon - 4.060 m; El Ajusco - 3.937 m; El Jocotitlan - 3.900 m. 
Așa cum indică și denumirea (în spaniolă sierra nevada înseamnă șir muntos înzăpezit), acești munți sunt înzăpeziți aproape tot anul. Când e vreme bună, de pe platourile înalte din Mexic se pot vedea vârfurile vulcanilor din acest șir.
Acești munți găzduiesc pădurea de stejari a Centurii Vulcanice Transmexicane, o ecoregiune de păduri din America Centrală.